# Electric Wizard (álbum)
Electric Wizard es el álbum debut y homónimo de la banda de Dorset Electric Wizard. Fue lanzado en 1995 a través de Rise Above Records.

## Lista de canciones
Música por Electric Wizard. Letras por Jus Oborn.
| N.º | Título              | Duración |  |
| 1.  | «Stone Magnet»      | 4:55     |  |
| 2.  | «Mourning Prayer»   | 5:07     |  |
| 3.  | «Mountains of Mars» | 3:48     |  |
| 4.  | «Behemoth»          | 8:56     |  |
| 5.  | «Devil's Bride»     | 6:35     |  |
| 6.  | «Black Butterfly»   | 8:21     |  |
| 7.  | «Electric Wizard»   | 9:41     |  |
| 8.  | «Wooden Pipe»       | 0:08     |  |

| Bonus edición remasterizada 2006 |                          |          |  |
| N.º                              | Título                   | Duración |  |
| 9.                               | «Illimitable Nebulie»    | 4:52     |  |
| 10.                              | «Mourning Prayer Part 1» | 5:19     |  |

## Créditos
| - Jus Oborn – guitarra, voz - Tim Bagshaw – bajo - Mark Greening – batería | - Mezclado por Paul Johnston y Jus Oborn. - Masterizado por Tim Turan en Turan Audio. - Arte por Jus Oborn. - Arte de portada por Dave Patchett. - Fotografía por Bud Mayhem y Jason Tilly. |